# Zusatzwerkstoff
Zusatzwerkstoffe, Schweißzusatzwerkstoffe oder Zusatzstoffe sind Werkstoffe, die beim Schweißen zusätzlich zu den zu verbindenden Bauteilen genutzt werden. Sie werden aufgeschmolzen und bilden beim Verbindungsschweißen zusammen mit dem aufgeschmolzenen Grundwerkstoff das Schweißgut (Schmelze) und nach der Erstarrung die Schweißnaht. Der Zusatzwerkstoff übernimmt also beim Schweißen ähnliche Aufgaben wie das Lot beim Löten (teils ebenfalls als Zusatzwerkstoff bezeichnet) oder der Klebstoff beim Kleben. Beim Auftragschweißen bildet der Zusatzwerkstoff die aufgebrachte Schicht. Zusatzwerkstoffe werden meist in Form von Stäben oder Drähten zugeführt, teils auch als Pulver oder Paste.
- Beim Gasschmelzschweißen werden Schweißstäbe genutzt, die in die Flamme des Brenners gehalten werden, um sie abzuschmelzen.
- Beim Lichtbogenhandschweißen werden Stabelektroden verwendet, die auch als Elektrode genutzt werden. Sie haben eine Umhüllung, die Schutzgase bildet und Schlacke, um das Schweißgut zu schützen.
- Beim Metallschutzgasschweißen (MSG) mit den beiden Varianten Metall-Inertgasschweißen (MIG) und Metall-Aktivgasschweißen (MAG) und dem UP-Schweißen werden Drahtelektroden genutzt.

Nicht zu den Zusatzwerkstoffen zählen die Schweißhilfsstoffe, die das Schweißen erleichtern oder teils erst möglich machen, aber nicht Teil des Werkstückes werden. Dazu zählt die Umhüllung der Stabelektroden, die Schutzgase beim Schutzgasschweißen, das Pulver beim Unterpulverschweißen oder das Vakuum beim Elektronenstrahlschweißen und allgemein Flussmittel (häufig beim Löten genutzt).

## Normung
Schweißzusatzwerkstoffe werden unter anderem in folgenden Normen definiert:
- ISO 2560, ISO 14341, ISO 636, ISO 14171, ISO 17632 für unlegierte Stähle und Feinkornbaustähle
- ISO 18275, ISO16834, ISO 26304, ISO 18276 für hochfeste Stähle
- ISO 3580, ISO 21952, ISO 24598, ISO17634 für warmfeste Stähle
- ISO 3581, ISO 14343, ISO 17633 für nichtrostende und hitzebeständige Stähle
- ISO 14172, ISO 18274 für Nickel und Nickellegierungen